# 천재는 잊을 만하면 찾아온다
천재는 잊을 만하면 찾아온다(일본어: 天災は忘れた頃にやってくる)는 자연재해는 그 피해를 잊었을 때 다시 발생하게 된다는 경계의 말이다. "천재는 잊혀질 때 온다"(天災は忘れられたる頃来る), "천재는 잊어버릴 때쯤 온다"(天災は忘れた頃来る), "천재는 잊혀질 때쯤 온다"(天災は忘れられた頃に来る) 등으로도 표현된다. 또한 위의 "천재" 부분이 "재해"로 쓰이기도 한다. 과학자이자 수필가인 데라다 도라히코가 남긴 말이다.

## 도라히코와 방재

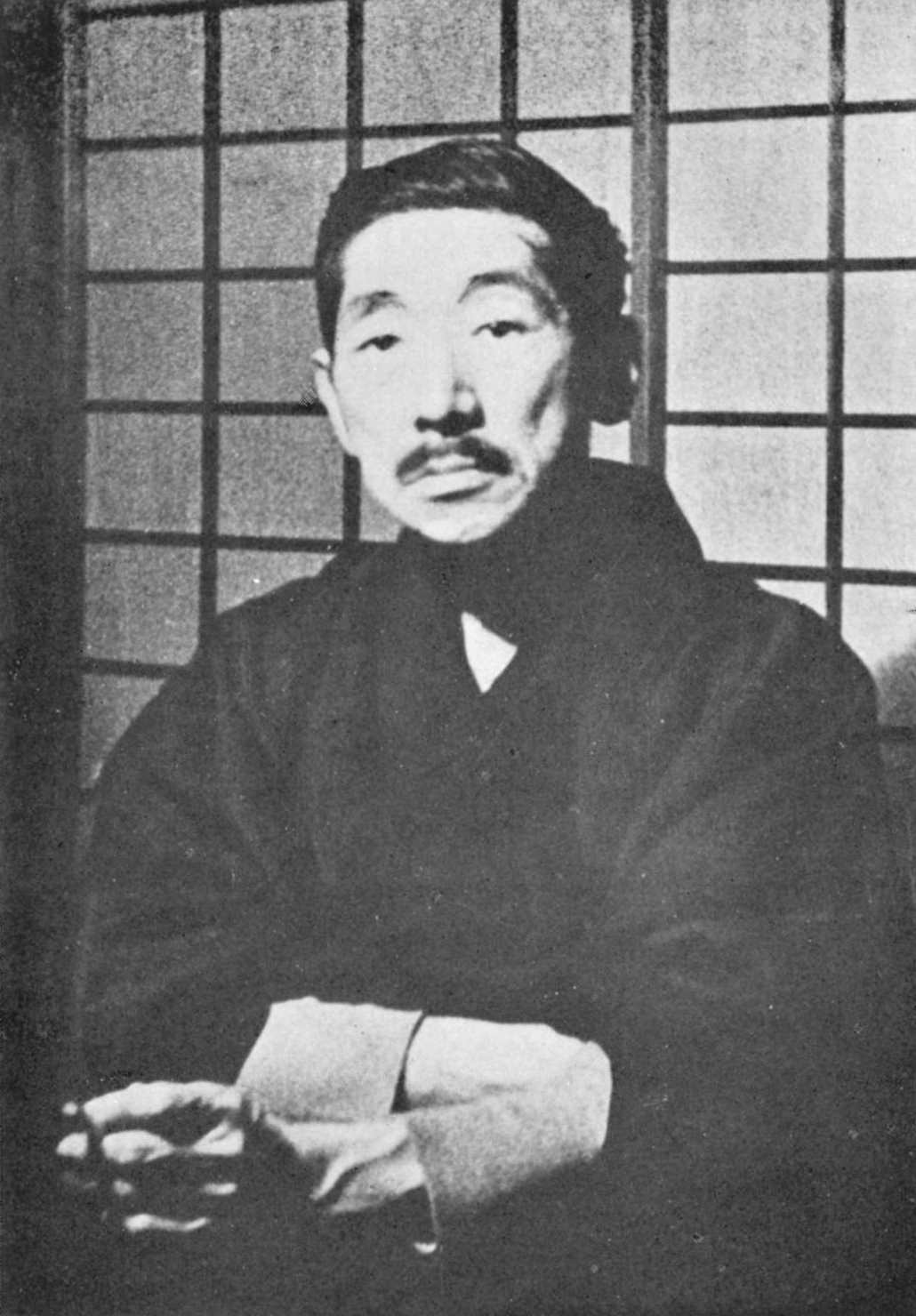
데라다 도라히코

데라다 도라히코는 연구자로서 화재나 지진 등의 재해에 관심이 있었는데, 1923년 간토 대지진이 발생한 후에는 이전보다 더 깊은 관심을 보이게 되었다. 지진이 발생했을 때 우에노의 니카텐 전시장에 있던 도라히코는 자신이 있던 건물이 무사한 것을 확인하자 "이 특이한 강진의 진동 경과를 가능한 한 자세히 관찰하자"며 그 자리에 머물러 건물의 상태 등을 관찰했다. 이어서 도쿄 시내의 화재 현장을 돌며 지진 피해를 조사했다.

도라히코는 그 후 방재에 관한 수필을 많이 남겼다. 1933년에 발표한 《쓰나미와 인간》(津浪と人間)에서는 쓰나미가 정기적으로 일어나는 것이며 이에 대해 십 년이나 이십 년 전부터 경고해왔다는 학자의 주장과, 이십 년 전의 일 따위는 기억할 수 없다는 피해자의 주장을 다루면서 "이들은 어느 쪽의 말에도 이치가 있다. 즉, 이것이 인간 세계의 '현상'인 것이다"라고 논했다. 또한 다음과 같이 말했다.
이러한 재해를 막으려면 인간의 수명을 열 배나 백 배로 늘리거나, 아니면 지진과 쓰나미의 주기를 십분의 일이나 백분의 일로 줄이면 된다. 그렇게 되면 재해는 더 이상 재해가 아닌 자연스러운 날씨 변화의 일종이 될 것이다. 하지만 그것이 불가능한 일이라면, 남은 유일한 방법은 인간이 좀 더 과거의 기록을 잊지 않도록 노력하는 것밖에 없을 것이다.
다음 해인 1934년에는 도라히코의 대표적인 수필로 일컬어지는 《자연재해와 국방》(天災と国防)을 발표했다. 여기서는 같은 해에 발생한 하코다테 대화재, 데도리강의 범람으로 인한 수해, 무로토 태풍으로 인한 피해를 다뤘다. 그리고 문명이 발달할수록 자연재해의 피해가 증가한다는 점을 지적하며, 다음과 같이 기록했다.
문명이 발달할수록 자연재해로 인한 피해 정도도 누진적으로 증가하는 경향이 있다는 사실을 충분히 자각하고, 평소부터 그에 대한 방어책을 강구해야 하는데도, 그것이 전혀 이루어지지 않고 있는 것은 무슨 까닭인가. 그 주된 원인은, 결국 그러한 자연재해가 매우 드물게 일어나서, 마치 사람이 앞선 수레의 전복을 잊어버렸을 때쯤 뒤따르는 수레를 끌어내게 되는 것과 같기 때문일 것이다.
도라히코는 그 후에 쓴 수필에서도 방재에 대해 서술하며, 자연재해로 인한 피해를 잊는 것의 위험성을 호소했다. 하지만 도라히코의 수필 중에는 "천재는 잊을 만하면 찾아온다"라는 말은 없다. 다만 도라히코의 제자였던 과학자 나카야 우키치로와 후지오카 요시오에 따르면, 도라히코는 생전에 이와 같은 말을 자주 했다고 한다.

## 나카야 우키치로 등에 의한 확산

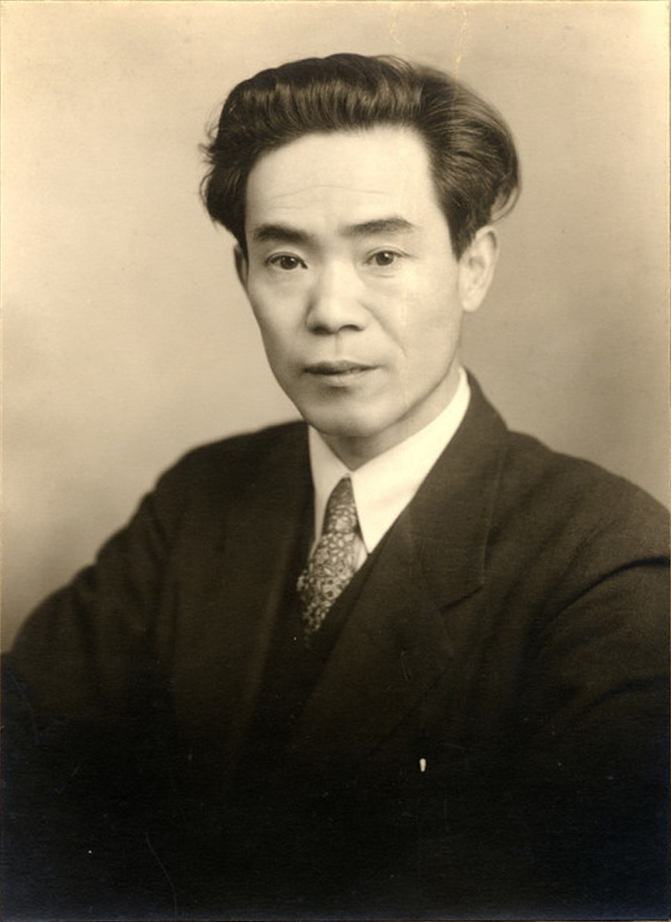
나카야 우키치로

나카야 우키치로는 도라히코가 사망한 후인 1938년, 아사히 신문에 〈천재〉(天災)라는 제목의 글을 발표했다. 그리고 이 글에서 다음과 같이 적었다.
천재는 잊을 만하면 온다.
이는 데라다 도라히코 선생이 방재과학을 설명할 때 항상 사용하시던 말씀이다. 그리고 이는 명언이다.
이 나카야의 기사가 이 말이 문자로 기록된 최초의 사례로 여겨진다. 다만 이 시점에서 나카야는 이 말이 도라히코가 쓴 글 속에도 기재되어 있다고 잘못 알고 있었다.
그 후 "천재는 잊을 만하면 온다"라는 말은 곳곳에서 인용되기 시작했다. 1944년에는 아사히 신문이 매일 하나의 말을 지면에서 다루는 칼럼을 만들었고, 9월 1일의 말로 "천재는 잊혀질 때쯤 온다"(天災は忘れられた頃に来る)를 선택했다. 여기서 해설을 부탁받은 나카야는 이 말의 출처를 기재하려고 도라히코의 수필을 살펴보았지만, 어느 수필을 읽어봐도 이 말을 찾을 수 없었다. 어쩔 수 없이 나카야는 《천재와 국방》(天災と国防)에 쓰여 있는 같은 내용의 서술을 소개하는 형태로 해설했다. 나카야는 이 경위를 1955년에 〈천재는 잊어버릴 때쯤 온다〉(天災は忘れた頃来る)라는 제목의 수필로 정리했다. 같은 수필에 따르면, 나카야와 같은 도라히코의 제자인 쓰보이 추지도 이 말이 도라히코의 수필 속에 쓰여 있다고 잘못 알고 있었다고 한다.
이 말은 전쟁 전 일본에서는 9월 1일에 신문이나 포스터에서 자주 볼 수 있었다는 증언이 있다. 그리고 늦어도 1950년대에는 도라히코의 말로서 일반적으로 알려지게 되었다. 나카야도 이 말이 도라히코 선생의 어느 수필에 실려 있는지와 같은 질문을 받게 되었다고 한다.

## 논평

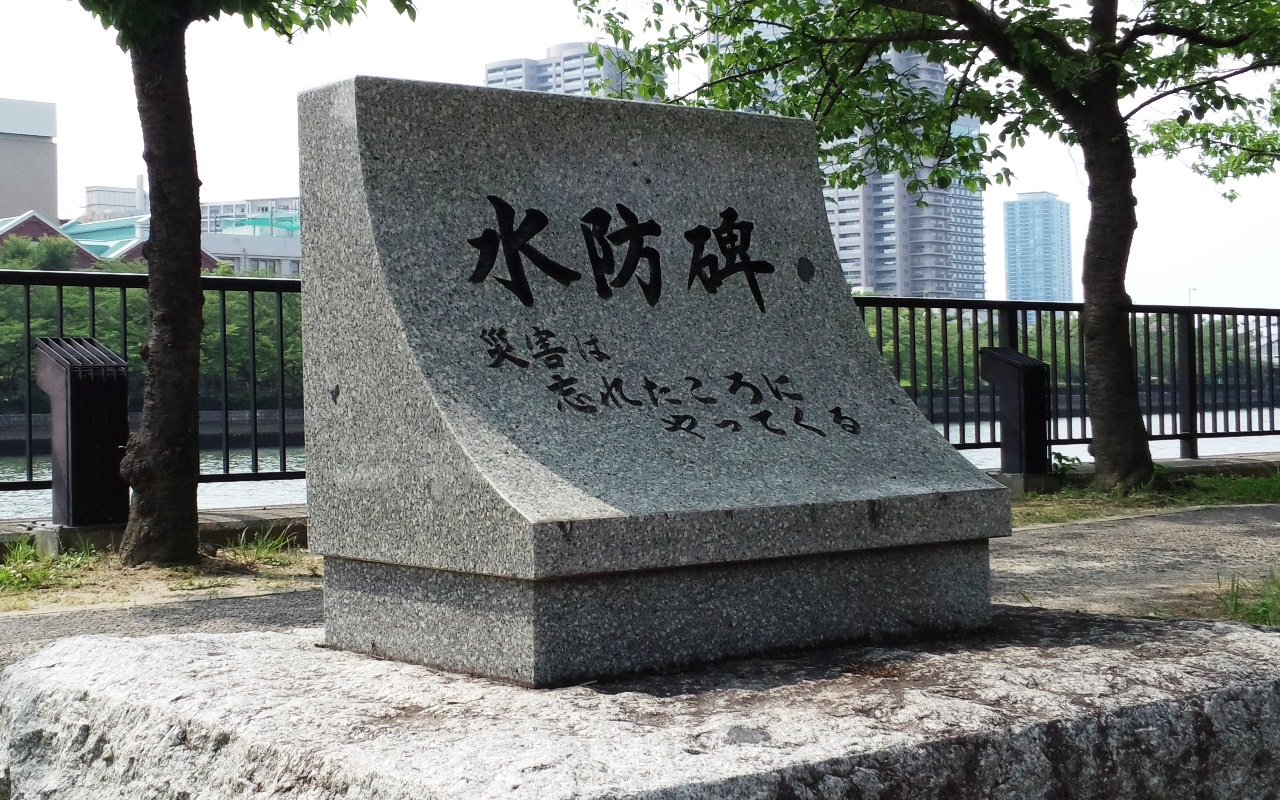
오사카시 미야코지마구의 사쿠라노미야 공원에 세워진 수방비에는 "천재는 잊어버릴 때쯤 온다"라는 글자가 새겨져 있다. 오사카시 내에는 이와 같은 수방비가 몇 개 더 세워져 있다.

이 말은 현대 일본에서도 널리 알려져 있으며, 특히 한신·아와지 대진재나 동일본 대지진과 같은 큰 재해가 발생했을 때는 잡지 등에서 자주 인용된다.
또한 이 말은 지금도 도라히코의 말로 여겨지는 경우가 많아서, 고지엔이나 다이지린과 같은 사전에도 도라히코의 말로 기재되어 있다. 고치시의 도라히코 기념관에는 "천재는 잊혀질 때 온다"라고 새겨진 돌담이 만들어져 있다. 한편 이 말은 도라히코의 글 속에는 없다고 비평하는 문헌도 여러 개 존재한다.
이 말을 이해하는 방식은 사람에 따라 다양하다. 예를 들어, 지진학자 카나모리 히로오는 "과학자는 자연현상에 관한 자신의 지식의 한계를 항상 인식하고 자연에 대해 항상 겸손해야 한다"라고 해석할 수도 있다고 말했다. 또한 "대비가 있으면 근심이 없다"와 같은 의미로 해석되기도 한다.
하쓰야마 다카히토는 자연재해의 피해를 잊는 것의 위험성에 대해서는 관동대지진 직후에 도라히코 외의 학자들도 주장했다고 비평했다. 그중에서 도라히코의 특징은 1930년대에 들어서도 이것을 계속 주장했다는 점, 그리고 잊지 않기 위한 사회적 대응, 즉 학교에서의 재해 교육의 필요성까지도 호소했다는 점에 있다고 말했다. 하지만 "천재는 잊을 만하면 찾아온다"라는 말에서는 도라히코가 늘 호소했던 방재 교육의 필요성 등을 파악하기는 어려우며, 따라서 도라히코의 방재에 대한 사고방식을 이 말로 대표하는 것은 문제라고 주장했다.
도라히코와 함께 관동대지진의 피해 조사에 참여했던 지진학자 이마무라 아키쓰네는 1949년의 저서 《지진의 나라》(地震の国)에서 이 말에 대해 "당시의 세태에 대해서는 매우 적절하고 경묘한 경구였지만, 일반 대중에게는 이해하기 어려웠던 것 같다. 천변지이(天変地異)와 천재지요(天災地妖)를 혼동했던 사람이 오히려 다수였기 때문이다"라고 평가했다. 또한 이마무라는 자연재해를 잊지 않는 것만으로는 불충분하며, 대비하는 것이 중요하다고 말했다.
후지오카 요시오는 도라히코의 글로는 존재하지 않는 이 말이 사람들 사이에서 입에서 입으로 퍼져나간 것은 "거기에서 오히려 사회에 대한 선생의 영향력을 엿볼 수 있다"고 말했다. 나카야 우키치로는 이 말이 수필 속에는 존재하지 않지만 도라히코의 말임은 틀림없다며, "이는 선생이 펜을 사용하지 않고 쓰신 글자라고도 할 수 있다"고 말했다.

## 파생어
21세기에 들어서면서 일본에서는 지진 활동과 화산 활동이 활발해지고, 또한 지구 온난화의 진행에 따라 대기 중의 수증기량이 증가하여 이전에는 거의 일어나지 않았던 호우 재해가 빈번하게 발생하게 되었다. 예를 들어, 2005년에는 허리케인 카트리나에 이어 허리케인 리타가 상륙했고, 일본에서도 태풍 나비가 맹위를 떨쳤다. 더욱이 2019년에는 9월에 내습한 태풍 파사이로부터의 복구도 채 끝나지 않은 상황에서 태풍 하기비스가 상륙했다. 이러한 상황에서 "천재는 잊을 만하면 찾아온다"에서 파생되어 "잊을 새도 없이 찾아온다", "잊을 시간도 없이 찾아온다", "잊기도 전에 찾아온다", "잊지 않은 채로 찾아온다" 등의 표현이 사용되기 시작했다. 또한 2019년 7월 18일에는 도리카이 히우가 저술한 《천재는 잊기도 전에 찾아온다》라는 제목의 재해를 소재로 한 픽션 작품이 고분샤에서 출간되었다.

## 주해
1. ↑  나카야 자신은, 후술하는 수필 〈천재는 잊을 만하면 찾아온다〉에서, "분명히 도쿄니치니치신문이었는가의 부탁을 받고 〈천재〉라고 하는 단문을 쓴 적이 있다"라고 기록하고 있지만, 도쿄니치니치신문이라고 하는 것은 나카야의 기억 차이라고 추정된다.
2. ↑  예를 들어, 《선데이 마이니치》 74권 5호(1995) pp.109-110의 기사 제목 〈대지진 플래시백 "천재는 잊어버렸을 때 찾아온다" - 과거의 교훈은 활용되었는가?〉(大地震フラッシュバック 「天災は忘れたころにやって来る」--過去の教訓は生かされたのか?)와 같은 경우이다.
3. ↑  예를 들어, 《항만학술교류회연보》(港湾学術交流会年報) 46권(2012) pp.2-9의 아마타케 카쓰로가 쓴 논문 제목 〈천재는 잊어버렸을 때 찾아온다: 산리쿠 오후나토에서의 경종〉(天災は忘れたころにやってくる：三陸大船渡からの警鐘)과 같은 경우이다.
4. ↑  다만, 이에 대해서는 강한 반론도 있다. 애초에 비교 대상이 될 1970년대, 1980년대에도 미하라산 분화를 비롯한 천변지이적 재해가 종종 발생했다. "폭탄 저기압", "게릴라성 호우"와 같은 현상은 강우 레이더(아메다스)의 고해상도화 등으로 감지할 수 있게 되었고, 또한 휴대전화망의 보급으로 재해 정보의 발신이 신속화된 결과, 인지가 신속하고 광범위해졌을 뿐이어서, 특별히 근래에 일어나기 시작했거나 빈번해졌다고 말하는 것은 넌센스라는 의견도 있다. 예를 들어, 도야마루 사고나 히다강 버스 추락 사고 등은 최근의 기상 관측 기술이 있었다면 막을 수 있었던 것들이다.

## 참고문헌
- 赤塚栄治 (1953). “天災は忘れた時分に来る―北九州の水害のことども”. 《河川》 (日本河川協会) 8: pp.59–64. ISSN 0287-9859.
- 《寅彦と冬彦：私のなかの寺田寅彦》. 池内了編. 岩波書店. 2006년 6월. ISBN 4-00-024136-2.
- 今村明恒 (1949). 《地震の国》. [[[文芸春秋]]新社.
- 岩崎敏男 (1992). “災害は忘れた所にやってくる”. 《道路》 (日本道路協会) 620: p.81. ISSN 0012-5571.
- 鈴木堯士 (2003년 11월). 《寺田寅彦の地球観 忘れてはならない科学者》. 高知新聞社. ISBN 978-4875033493.
- 《大辞林第3版》. 松村明、三省堂編修所編. 三省堂. 2006년 10월. ISBN 4-385-13905-9.
- 津村建四朗 (2012). “天災は忘れないだけでは防げない：寺田寅彦著「天災と国防」”. 《地震ジャーナル》 (地震予知総合研究振興会) 53: pp.32–34. ISSN 0912-5779.
- 寺田寅彦 (2011년 7월). 《地震雑感 津浪と人間：寺田寅彦随筆選集》. 中公文庫. 千葉俊二、細川光洋編. 中央公論新社. ISBN 978-4-12-205511-7.
- 中谷宇吉郎 (1988년 9월). 《中谷宇吉郎随筆集》. 岩波文庫. 樋口敬二編. 岩波書店. ISBN 978-4003112410.
- 中谷宇吉郎 (2014년 11월). 《寺田寅彦 わが師の追想》. 講談社学術文庫. 講談社. ISBN 978-4062922654.
- 初山高仁 (2017). “天災は忘れた頃来る」のなりたち” (PDF). 《尚絅学院大学紀要》 (尚絅学院大学) 73: pp.1–13. ISSN 1349-6883.
- 藤岡由夫 (1942). “科學者のことば（卷頭言）”. 《科学朝日》 (朝日新聞社) 2 (12): p.35. ISSN 0368-4741.
- 松尾宗次 (1999). “寺田寅彦生誕120年（4）予言者の警鐘「天災は忘れた頃に来る」”. 《バウンダリー：材料開発ジャーナル》 (コンパス社) 15 (3): pp.50–55. ISSN 0916-2402.
- 三好清隆 (2012). “天災は忘れた頃にやってくる”. 《建築技術》 (建築技術) 753: pp.58–63. ISSN 0022-9911.
- 《日本国語大辞典 第9巻 第2版》. 日本国語大辞典第二版編集委員会, 小学館国語辞典編集部 編. 小学館. 2001년 9월. ISBN 4-09-521009-5.
- 《事典日本の科学者：科学技術を築いた5000人》. 板倉聖宣 監修. 日外アソシエーツ. 2014년 6월. ISBN 978-4-8169-2485-9.